# Umberto Montanari (politico)
Umberto Montanari (Parma, 12 aprile 1867 – Forte dei Marmi, 23 agosto 1932) è stato un militare e politico italiano.

## Biografia
Allievo del collegio militare di Milano nel 1883, ammesso in accademia l'anno successivo, nel 1887 è sottotenente nel corpo dello Stato maggiore di artiglieria, dal 1888 è tenente nel 12º, 24º, 29º, 19º e 18º reggimento di artiglieria e al comando di divisione di Cuneo. Nella prima guerra mondiale, comandante prima di brigata e poi di divisione sul Carso, ha combattutto nelle battaglie di Veliki, Kribak, Pecinka, Vipacco, monte Santo, monte Vodice guadagnandosi due medaglie d'argento al valor militare. Per alcuni mesi, tra il 1917 e il 1918, è sottosegretario al ministero della guerra. Tornato al fronte partecipa alla battaglia di Vittorio Veneto al comando di uno degli otto corpi d'armata schierati sul campo e dopo l'armistizio, raggiunto nel frattempo il grado di maggiore generale, comanda fino al 1920 le truppe della Dalmazia e delle isole Curzolane. Promosso in seguito generale di corpo d'armata comanda i corpi territoriali di Roma e Trieste fino al collocamento a riposo per limiti di età.